# Antti Haase
Antti Haase es un director y guionista de cine experimentado en documentales, debutando en 2001 en el mundo cinematográfico. Estudió en la escuela de películas televisicas y radio australiana. En 2006 estuvo trabajando para la Universidad de Kemi-Tornio de desarrollo aplicado y administración. Sus obras principales son Porouni en 2001, Jos mulla ois valta en 2008 y Ellin muotokuva en 2010, documental el cual fue premiado en el mismo año. Posteriormente estuvo trabajando con Lordi para un documental de la banda finesa. Dicho documental verá la luz internacionalmente en los cines en 2014. Actualmente trabaja para la empresa finesa Illume.

## Obras
- Porouni (2001)
- Jos mulla ois valta (2008)
- Ellin muotokuva (2010)
- Monsterman (2014)